# Oxytropis terekensis
Oxytropis terekensis är en ärtväxtart som beskrevs av Boris Fedtjenko. Oxytropis terekensis ingår i släktet klovedlar, och familjen ärtväxter. Inga underarter finns listade i Catalogue of Life.